# 约翰·贡布扎布·杭锦
约翰·贡布扎布·杭锦（英語：John Gombojab Hangin，1921年4月1日—1989年10月11日），出生於中華民國大陸時期的察哈爾盟太僕寺左翼牧群（今内蒙古自治區太仆寺旗）。曾為第一屆中華民國國民大會代表，後到美国，為蒙古学家。他是恩克巴圖之侄。

## 生平
约翰·贡布扎布·杭锦1937年毕业于日本人在多伦淖尔开办的善邻协会（英文資料稱“Good Neubour Institute”），随后被派往北海道帝国大学学习。1941年大学毕业后，他回到张家口任教，后来自1943年至1947年在德穆楚克栋鲁普（德王）的秘书处工作，并任德王的私人秘书。在南京期间，作为察哈尔盟代表在蒋介石的国民政府中任职，并且在1947年至1948年担任第一届国民大会代表。
1948年底，经歐文·拉鐵摩爾帮助，他迁居美国，开始了学术事业。最初其身份为巴尔的摩约翰·霍普金斯大学普通研究员（1948年至1953年，在该大学帮欧·拉铁摩尔组织蒙古学研究），佐治亚大学（1956年到1959年）及加利福尼亚大学（1959年到1964年）的蒙古语教师（1963年在加利福尼亚大学获得数学硕士学位）。1982年，他成为印第安纳大学教授。1965年，他进入印第安纳大学，1970年通过博士学位论文答辩。此前，他已编写过多种蒙古语教材，包括读本、词典、语法，并任美国学术团体理事会“蒙古研究计划”主要执行人之一，已经是蒙古语言学及史料学知名专家。1973年到1979年，发表了研究19世纪蒙古作家尹湛纳希（1837年－1892年）著作的系列论文，并将尹湛纳希的名著《呼和·苏达尔》（《青史》）介绍进入研究领域。
他还参加翻译并出版了汇集赞辞、颂诗、谜语、谚语、绕口令等的蒙古民间文学。他还同其他作者在1986年完成了《现代蒙古语—英语词典》。他是1961年创立的美国“蒙古学会”的创立人之一，此后曾经分别任过该学会的执行主席及董事长，并任该学会杂志及其他出版物的编辑。据《纽约时报》报道，他还帮助蒙古人民共和国获得了联合国及美国承认。自1970年起，他先后多次分别赴蒙古人民共和国及中国内蒙古自治区，那里有其亲属居住。1987年，他当选为国际蒙古学会秘书之一。1989年，他到乌兰巴托的国际蒙古学会秘书处任职。1989年10月11日，因突发急病，在乌兰巴托逝世。根据其遗愿及其家人愿望，其遗体安葬在乌兰巴托市公墓。
美国“蒙古学会”将第14卷《蒙古学》（1991年出版）作为专号纪念他，并自1991年至1992年学术年度起，颁发以约·杭锦命名的奖学金，以资助来自蒙古国、中华人民共和国、俄罗斯联邦的蒙古族大学生在美国完成高等教育。
在其家乡太仆寺旗建有贡布扎布纪念馆。

## 家庭
他是总管萨木栋隆日普的后裔。萨木栋隆日普的哥哥是总管杭錦壽；萨木栋隆日普的父亲是总管那日图。